# القنب الهندي في إيران
إنَّ القنب الهندي في إيران غير قانوني؛ ومع ذلك فالقانون ليس صارمًا فيما يخصّ هذا الموضوع. لقد أصبحَ استخدامُ القنب شائعًا بشكلٍ متزايدٍ في المدن الإيرانية وفقًا لتقارير مختلفة رغم أن الحكومة لا تحتفظ بإحصائياتِ الاستخدام الرسمية. بالعودةِ إلى عام 1989؛ كانت الحكومة الإيرانية قد سنَّت قانونًا ينصُّ على عقوبة الإعدام لكلّ من ضبط حيازته لأكثر من خمسة كيلوغرامات من الحشيش.

## التاريخ
يُعزى تعميم تعاطي القنب إلى الشيخ قُطب الدين حيدر (توفيَّ عام 1221)؛ وهو شيخ وعالِم صوفي عاش في محافظة خراسان الكبرى فيما يُعرف الآن بإيران.

## الإصلاح
بحلول عام 2015؛ قدَّم سعيد صفطيان الذي يرأس مجموعة العمل المعنية بالحدِّ من الطلب على المخدرات في مجمع تشخيص مصلحة النظام محاضرةً تُحدِّد عددًا من الخطواتِ عند تقنين الحشيش.